# De’Mon Brooks
De’Mon Brooks (* 28. Mai 1992 in Charlotte, North Carolina) ist ein US-amerikanischer Basketballspieler. Brooks spielte nach dem Ende seines Studiums in seinem Heimatland als Profi zunächst zwei Jahre in Italien sowie zwischenzeitlich in Israel. Brooks spielte von 2016 bis 2019 für den deutschen Erstligisten medi Bayreuth in der Basketball-Bundesliga.

## Karriere
Brooks machte seinen Schulabschluss an der Hopewell High School in Huntersville (North Carolina) und erzielte für die Schulmannschaft ein Double-Double in Punkten und Rebounds pro Spiel. Anschließend bekam er ein Stipendium des Davidson College im gleichnamigen Ort, der wenige Kilometer weiter nördlich von Huntersville entfernt liegt. Hier wurde er ab 2010 damals noch innerhalb der Southern Conference (SoCon) der National Collegiate Athletic Association (NCAA) für die Hochschulmannschaft Wildcats aktiv, für die bis ein Jahr zuvor auch der bekannte spätere zweimalige NBA MVP Stephen Curry gespielt hatte. Erstmals nach der Zeit mit Curry gewannen die Wildcats 2012 und 2013 das Conference Tournament der SoCon, wobei Brooks wie Curry zuvor zweimal hintereinander als Most Outstanding Player des SoCon-Turniers ausgezeichnet wurde, und qualifizierten sich für die landesweite NCAA-Endrunde, in der sie jedoch jeweils ihr Auftaktspiel verloren. Dabei verloren sie jeweils als schwächer eingestufte Mannschaften 2012 gegen die Louisville Cardinals, die vom späteren Berliner Bundesligaspieler Peyton Siva angeführt wurden und erst im Final Four am späteren Titelgewinner Kentucky Wildcats scheiterten, und 2013 nur sehr knapp mit einem Punkt Unterschied gegen die Marquette Golden Eagles, die einen Fünf-Punkte-Rückstand in der Schlussminute noch in einen Sieg verwandeln konnten. In Brooks’ Abschlussjahr gewannen die Wildcats zum dritten Mal in Folge die reguläre Saison der SoCon, verloren aber nach Verlängerung das Halbfinalspiel im Conference Tournament gegen die Western Carolina Catamounts und spielten anschließend nur im National Invitation Tournament, wo sie ebenfalls ihr Auftaktspiel gegen die Missouri Tigers verloren.
Nach seinem Studienende 2014 blieb Brooks jedoch im NBA-Draft 2014 unberücksichtigt und begann daher eine professionelle Karriere in Europa. Hier bekam er einen Vertrag beim italienischen Zweitligisten Azzurro Givova aus Neapel in Kampanien. Die in ihrer Bezeichnung als Serie A2 wieder eingeführte Spielklasse litt unter dem Ausschluss zweier Mannschaften und den erneuten finanziellen Schwierigkeiten einer napolitanischen Basketballmannschaft, wie sie auch die Vorgängerklubs von Azzurro gehabt hatten. Brooks verließ den Klub ungefähr zur Hälfte der Saison und wechselte in die israelische Ligat ha’Al zum Erstligisten Hapoel Gilboa Galil aus dem Regionalverband Gilboa im Nordbezirk. Der Meister von 2010 spielte jedoch eine besonders schlechte Saison und auch Rookie Brooks konnte nicht mehr verhindern, dass der Verein die Saison nach nur neun Siegen in 33 Spielen auf den letzten Tabellenplatz beendete und abstieg. Zur folgenden Saison kehrte Brooks in die Serie A2 zurück, die nunmehr in zwei Regionalstaffeln ausgetragen wurde, und spielte für Orthi Derthona aus Tortona im Piemont. Die Mannschaft war erst zu dieser Saison aus der A2 Silver in die neu eingeführte Weststaffel hochgerückt und erreichte auf dem dritten Platz ihrer Staffel die Play-offs um den Aufstieg in die höchste Spielklasse. Nach dem knappen Erfolg in der Auftaktserie gegen Triest 2004 verlor die Mannschaft im Viertelfinale dem späteren Play-off-Sieger und Aufsteiger Brescia Leonessa.
Zur Basketball-Bundesliga 2016/17 wurde Brooks vom deutschen Erstligisten BBC medi aus Bayreuth als Nachfolger von Kenneth Horton verpflichtet. Brooks erreichte mit den Oberfranken den vierten Platz nach der Hauptrunde und damit erstmals seit 20 Jahren wieder eine Qualifikation einer Bayreuther Mannschaft für die Play-offs um die deutsche Meisterschaft. In der ersten Play-off-Runde konnte man jedoch das Heimrecht im ersten Spiel nicht dazu nutzen, den späteren Vizemeister EWE Baskets Oldenburg zu bezwingen, und schied nach vier Spielen aus der Titelvergabe aus. Nach einer weiteren guten Platzierung in der Hinrunde der Basketball-Bundesliga 2017/18 qualifizierten sich die Bayreuther erstmals seit langer Zeit auch wieder für das Top-Four-Turnier im easycredit BBL-Pokal 2018, bei dem man jedoch beide Spiele verlor und Vierter wurde. Mit der Mannschaft spielte Brooks auch erstmals in einem internationalen Vereinswettbewerb und scheiterte nur knapp im Viertelfinale der Basketball Champions League 2017/18 am Einzug in das Final-Four-Turnier am nationalen Konkurrenten MHP Riesen Ludwigsburg, obwohl man das Hinspiel noch auswärts gewonnen hatte. Nach der Saison 2018/19 verließ Brooks Bayreuth nach drei Jahren. Er wechselte nach Japan, wo er zunächst bei den Ryukyu Golden Kings für die Saison 2019/2020 unter Vertrag stand. Anschließend wechselte er für die Saison 2020/2021 zu Shimane Susanoo Magic. Von 2021 bis 2024 spielte er für Levanga Hokkaido.
2024 wechselte er in die taiwanesische P. League+ und spielt seitdem für den TSG GhostHawks.